# One Fine Day
One Fine Day és una pel·lícula de l'any 1996, dirigida per Michael Hoffman i protagonitzada per Michelle Pfeiffer i George Clooney.
Michelle Pfeiffer va exercir de productora executiva a la pel·lícula, que es va crear en associació amb la seva companyia, Via Rosa Productions.

## Argument
Melanie Parker (Michelle Pfeiffer) treballa com a arquitecta a Nova York mentre cria al seu únic fill. És una dona dedicada íntegrament al seu treball que viu allunyada dels homes, dels quals no vol saber-ne res. Per la seva banda Jack Taylor (George Clooney) és un periodista divorciat que també ha de fer-se càrrec de la seva filla. Igual que Melanie, manca de vida sentimental. No obstant això, el destí farà que tots dos coincideixen i hagin de compartir moments.

## Repartiment
- Michelle Pfeiffer: Melanie Parker
- George Clooney: Jack Taylor
- Mae Whitman: Maggie Taylor
- Alex D. Linz: Sammy Parker
- Charles Durning: Lew
- Joe Grifasi: Manny Feldstein
- Ellen Greene: Elaine Lieberman
- Peter Hamill: Frank Burroughs
- John Robin Baitz: Sr. Yates, Jr.
- Amanda Peet: Celia

## Producció
El personatge de Clooney no existia a l'esborrany original del guió. La productora Lynda Obst va explicar el canvi: "Estàvem sent molt masclistes. Hi ha molts pares divorciats i treballadors que treballen exactament el mateix". Els estudis inicialment volien que Kevin Costner o Tom Cruise interpretessin Jack Taylor, però ho van rebutjar i Clooney finalment va rebre el paper. La pel·lícula es va rodar a 44 ubicacions de Manhattan.

## Recepció
Rotten Tomatoes va donar a la pel·lícula una qualificació del 50% basada en 34 crítiques, cosa que indica una recepció crítica mixta. [4] Twentieth Century Fox la va considerar una decepció comercial.

## Premis
- 1996: Nominada a l'Oscar: Millor cançó original
- 1996: Nominada al Globus d'Or: Millor cançó original